# Stanisław Włodyka
Stanisław Kazimierz Włodyka (ur. 7 kwietnia 1924 we Lwowie, zm. 29 grudnia 2014 w Krakowie) – polski prawnik, specjalista w dziedzinie prawa handlowego i gospodarczego.

## Życiorys

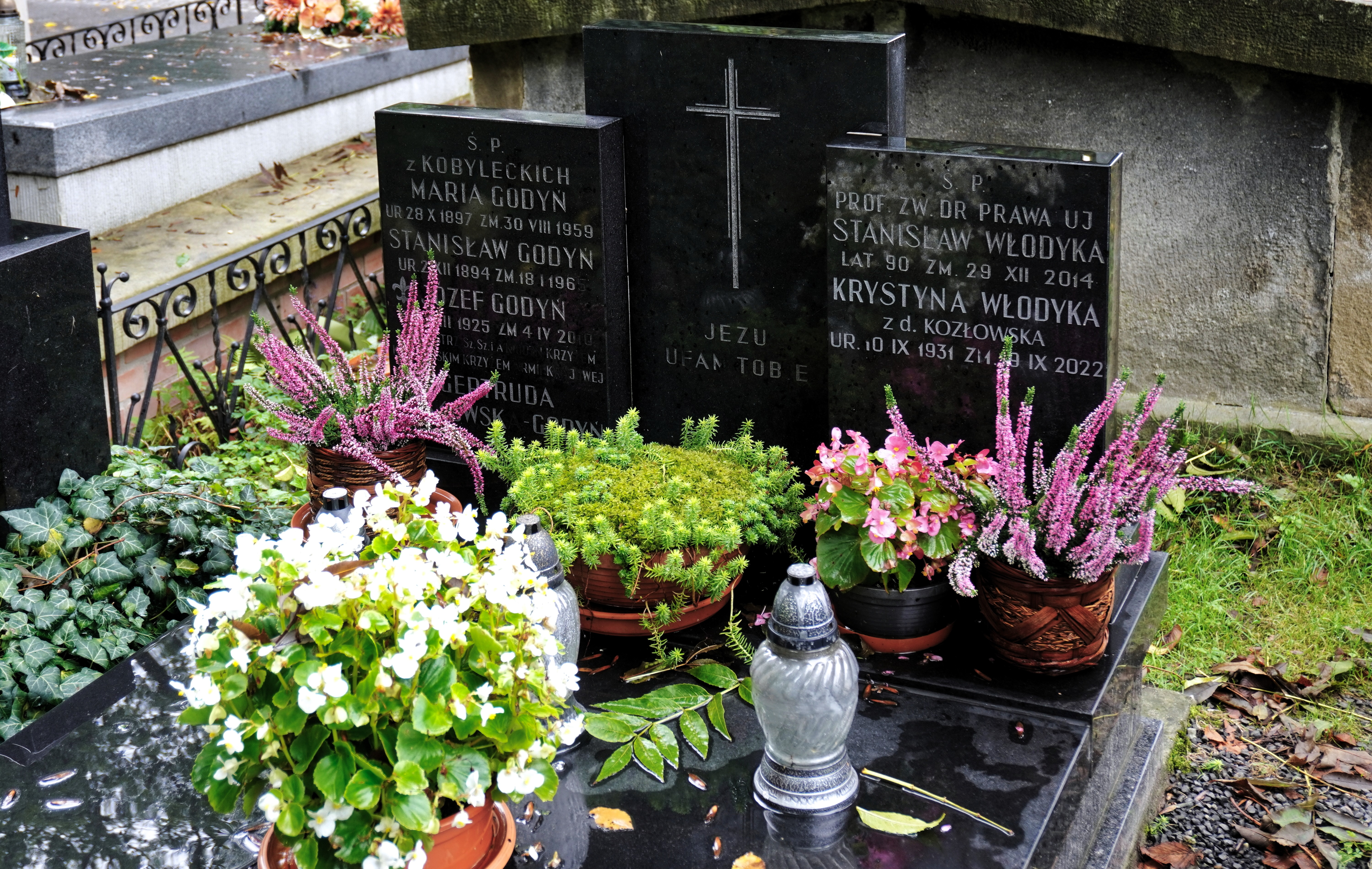
Grób Stanisława Włodyki na Cmentarzu Rakowickim w Krakowie

Ukończył studia prawnicze na Uniwersytecie Jagiellońskim oraz ekonomiczne na krakowskiej Akademii Ekonomicznej, naukę kontynuował w Instytucie Maxa Plancka (Max Planck Institute for Comparative and International Private Law) w Hamburgu oraz w Instytucie Prawa Porównawczego w Lozannie. Stanisław Włodyka zainicjował powstanie w 1973 roku Katedry Prawa Gospodarczego Prywatnego na Uniwersytecie Jagiellońskim, był profesorem zwyczajnym Akademii Ekonomicznej w Krakowie oraz na Wydziale Prawa i Administracji Uniwersytetu Jagiellońskiego. Pracował jako wykładowca na Uniwersytecie w Bonn, Uniwersytecie w Bochum, Würzburgu i Innsbrucku. Pełnił funkcję arbitra w Sądzie Arbitrażowym przy Międzynarodowej Izbie Handlowej w Paryżu oraz Krajowej Izbie Gospodarczej w Warszawie. Zasiadał w Radzie Legislacyjnej przy Prezesie Rady Ministrów, Komisji Kodyfikacyjnej przy Ministrze Sprawiedliwości oraz w Społecznej Rady Legislacyjnej „Solidarność”. Po przejściu na emeryturę uniwersytecką został dyrektorem naczelnym Instytutu Prawa Spółek i Inwestycji Zagranicznych w Krakowie oraz redaktorem serii wydawniczej C.H. Beck'a "Prawo gospodarcze i handlowe".
Stanisław Włodyka jest autorem ok. 200 publikacji naukowych, w tym podręczników ustroju organów ochrony prawnej, prawa handlowego i gospodarczego.
Spoczywa na cmentarzu Rakowickim.

## Ruch Rotariański
Przebywając zagranicą zetknął się z ideą Służby Rotariańskiej, w której działalność się zaangażował. Stał się odnowicielem Ruchu Rotariańskiego w Krakowie, został prezydentem-założycielem (czarterowym) RC Kraków (1991-1993), ze względu na stan zdrowia w późniejszym okresie klub mianował Kazimierza Włodykę członkiem honorowym. W uznaniu zaangażowania odznaczono go najwyższym honorem Rotary International – plakietą z medalem "Service above Self” (Służba ponad własne interesy).

## Odznaczenia
- Krzyż Kawalerski Orderu Odrodzenia Polski
- Krzyż Oficerski Order Odrodzenia Polski
- Medal Edukacji Narodowej.